# Unoka gillettei
Unoka gillettei är en insektsart som beskrevs av Metcalf 1955. Unoka gillettei ingår i släktet Unoka och familjen dvärgstritar. Inga underarter finns listade i Catalogue of Life.